# Fritz Sennheiser

Fritz Sennheiser (rechts) übergibt die Geschäftsführung an seinen Sohn Jörg Sennheiser (1982).

Fritz Sennheiser (geboren 9. Mai 1912 in Berlin; gestorben  17. Mai 2010 in der Wedemark) war ein deutscher Elektroingenieur und der Gründer des Familienunternehmens Sennheiser electronic.

## Leben
Fritz Sennheiser absolvierte 1932 das Abitur in Berlin. Seinen vorrangigen Berufswunsch, Gartenarchitekt zu werden, unterließ er aufgrund der schlechten Erwerbsaussichten. Stattdessen entschied er sich für ein Studium der Elektrotechnik mit Schwerpunkt Nachrichtentechnik an der Technischen Hochschule in Berlin, das er im selben Jahr aufnahm. 1936 schloss er das Studium mit seiner Diplomarbeit am dortigen Heinrich-Hertz-Institut für Schwingungsforschung ab und wurde dort anschließend wissenschaftlicher Assistent.
In diese Zeit fällt auch die Verlobung mit seiner späteren Frau Hertha (1920–2009).
1938 wechselte Fritz Sennheiser zusammen mit Oskar Vierling an die TH Hannover, um unter dessen Leitung am Aufbau des Instituts für Hochfrequenztechnik und Elektroakustik mitzuwirken. 1940 promovierte er dort bei Oskar Vierling und übernahm dessen Vorlesungen (Hochfrequenztechnik I / II / III, Elektronenröhren I / II, Elektroakustik I / II; später nur noch Elektroakustik I / II), als Vierling in Bamberg ein weiteres Institut aufzubauen begann. Arbeitsschwerpunkt des Instituts war die Chiffriertechnik – eine Thematik, die mit dem Kriegsende bei Androhung der Todesstrafe durch die Alliierten nicht weiter bearbeitet werden durfte.
Das Institut war 1943 nach einem Bombentreffer nach Wennebostel nördlich von Hannover ausgelagert worden. In den Wirren kurz nach Kriegsende ergriff Fritz Sennheiser die Initiative und gründete am 1. Juni 1945 den in die Handwerksrolle eingetragenen Handwerksbetrieb Labor W für Wennebostel. Aus dem Labor W wurde im Laufe der Jahrzehnte die Sennheiser electronic GmbH & Co. KG.
Von 1943 bis 1983 lehrte Sennheiser an der Universität Hannover.
Von 1962 bis 1976 war er Vorsitzender des Fachverbandes Audio- und Videotechnik im Zentralverband der Elektrotechnischen Industrie e.V. (ZVEI), davon von 1964 bis 1970 Vorstandsmitglied im ZVEI und bis 1980 Präsidiumsmitglied.
Am 9. Mai 1982 übergab Fritz Sennheiser die Geschäftsführung an seinen Sohn Jörg Sennheiser (* 1944). Er selbst wurde Kommanditist.

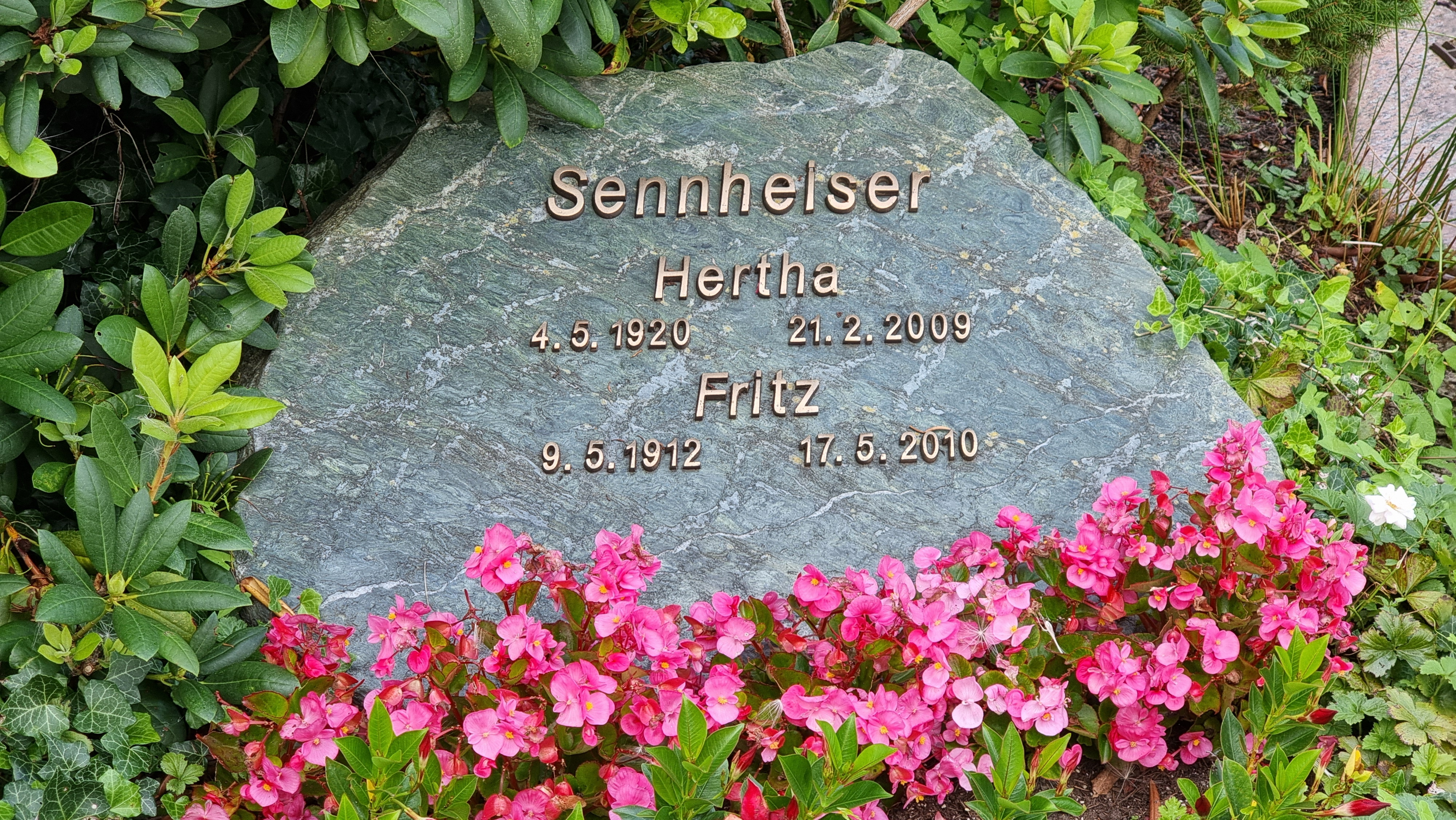
Grabstein für das Ehepaar Sennheiser auf dem Friedhof Bissendorf

## Auszeichnungen
- 1960: Honorarprofessur an der TH Hannover
- 1976: Ehrenvorsitzender im Fachverband Audio- und Videotechnik im ZVEI
- 1980: ZVEI-Ehrenmitgliedschaft
- 1981: Karmarsch-Denkmünze der Hannoverschen Hochschulgemeinschaft (Freundeskreis der Universität Hannover)
- 1987: Oscar für Wissenschaft und Entwicklung (Academy Scientific & Engineering Award)
- 2004: Rudolf-Diesel-Medaille in Gold des Deutschen Instituts für Erfindungswesen e.V.
- 2009: Ehrenbürger und Eintragung in das Goldene Buch der Gemeinde Wedemark[4]
- Die Annahme des Bundesverdienstkreuzes hat er drei Mal abgelehnt[4]

## Schriften
- mit Oskar Vierling: Der spektrale Aufbau der langen und der kurzen Vokale, in: Akustische Zeitschrift, 1937, Nr. 2, S. 93–106
- mit Oskar Vierling: Zur Frage der Beeinflussung des Toneinsatzes bei der Orgel, in: Akustische Zeitschrift, 1941, Nr. 6, S. 294–298

## Stiftungen
- 2005: Stiftung der Sennheiser-Stiftung. Das Stiftungskapital beträgt eine Million Euro und soll das hannoversche Uhlhorn-Hospiz fördern.[5]
- 2008: Stiftung der Fritz-Sennheiser-Stiftung unter dem Dach der Diakoniestiftung Hannover. Das Stiftungskapital beträgt eine Million Euro und soll hannoversche Kinder- und Jugendprojekte des Diakonischen Werks fördern.[6]